# 교황 실베스테르 1세
교황 실베스테르 1세(라틴어: Silvester I, 이탈리아어: Silvestro I)는 제33대 교황(재위: 314년 1월 31일 - 335년 12월 31일)이다. 사후 성인으로 시성되었으며, 축일은 12월 31일이다. 기독교 역사에 있어서 중요한 시기에 있던 교황이었지만, 정작 그에 대해서는 알려진 바가 거의 없다. 《교황 연대표》에는 실베스테르 1세가 로마 시민 루피누스의 아들로서 콘스탄티누스 대제로부터 성당을 선물로 받았다는 기록밖에 없다.
실베스테르 1세의 재위기간 동안에 콘스탄티누스 대제의 주도로 산 조반니 인 라테라노 대성전과 예루살렘의 성십자가 성당, 성 베드로 대성전 등의 웅장한 성당들과 몇몇 순교자들의 무덤이나 공동 묘지 위에 성당들이 건립되었다.
실베스테르 1세는 325년에 열린 제1차 니케아 공의회에 참석하지 않았지만, 비투스(Vitus)와 빈첸시오(Vincentius)를 교황특사로 대신 파견하였다. 그는 교황특사들을 통해 공의회의 결의를 승인하였다.

## 영향력과 평가
실베스테르 1세는 로마 황제 콘스탄티누스 대제와 직접적인 연관이 있다. 실베스테르 1세 사후, 오랜 세월이 지난 후에 그와 콘스탄티누스 대제의 이야기가 윤색되어 교황의 권위가 황제의 권위보다 더 높다는 사상적 입증 및 8세기에 위조된 《콘스탄티누스의 기증》을 지지하는 토대가 되었다. 5세기의 전설인 《실베스테르 행전》(Actus Silvestri)에 따르면, 나병에 걸린 콘스탄티누스 대제가 꿈 속에 나타난 성 베드로와 성 바오로에게서 실베스테르 1세를 찾아가라는 지시를 받고, 라테라노에서 그에게 세례를 받고 나병이 치유되었다고 전하고 있다. 이 때문에 콘스탄티누스 대제는 로마 교회를 위해 유리한 법률을 많이 제정했다고 하면서 그의 공헌을 찬양하고 있다.

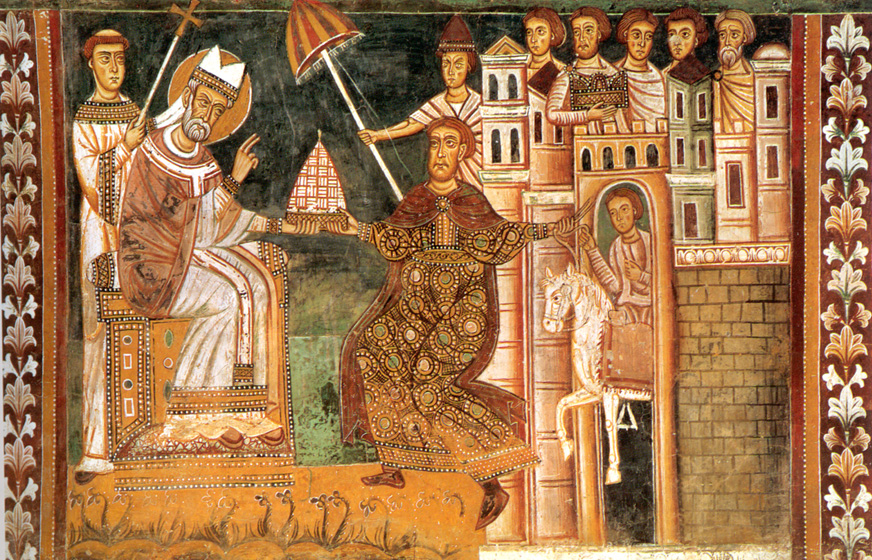
교황 실베스테르 1세와 콘스탄티누스 대제

뿐만 아니라, 콘스탄티누스 대제는 로마의 주교를 다른 모든 주교보다 상급 주교로서의 지위를 확정하였다. 그리고 자신의 황제 휘장을 포기하고 실베스테르 1세가 탄 말고삐를 잡고 끌고 가 마부 행세를 하였다고 한다. 이에 실베스테르 1세는 관대하게도 콘스탄티누스 대제에게 왕관을 씌워 주었다. 이후 콘스탄티누스 대제는 로마를 실베스테르 1세에게 맡기고 자신은 콘스탄티노폴리스로 갔다고 한다. 이 흥미로운 이야기가 내포하고 있는 의미는 매우 급진적이고 극단적인 것이다. 바로 교황은 이 세상의 그 어떤 통치자보다 우월하며, 심지어 황제보다도 우월하다는 것이다. 그리고 교황의 허락을 받아야만 황제가 될 수 있으며, 교황의 칙령에 따라 폐위될 수도 있다는 것이다. 이 전설은 그 내용이 내포한 의미 때문에 급속하게 퍼져 나갔다. 투르의 그레고리오는 580년대에 집필한 프랑크족의 역사에서 이 전설을 언급하였다.
훗날, 오토 3세와 제휴 관계였던 교황 실베스테르 2세의 이름은 자신이 교황으로 선출되자 실베스테르 1세의 이름을 따라 명명한 것이다.
서방 교회의 전례력에서 실베스테르 1세의 축일은 그가 선종한 후 프리실라 카타콤바에 안장된 날짜인 12월 31일로 지정되었다. 이날은 한 해의 마지막 날이기 때문에 독일어권 나라들을 포함한 몇몇 나라들에서는 한 해의 마지막 날을 ‘실베스테르’라고 부르기도 한다. 그 밖에도 기독교 전통이 있는 나라들에서도 보통 이 날을 ‘성 실베스테르 축일’로 부르기도 한다.

## 전설

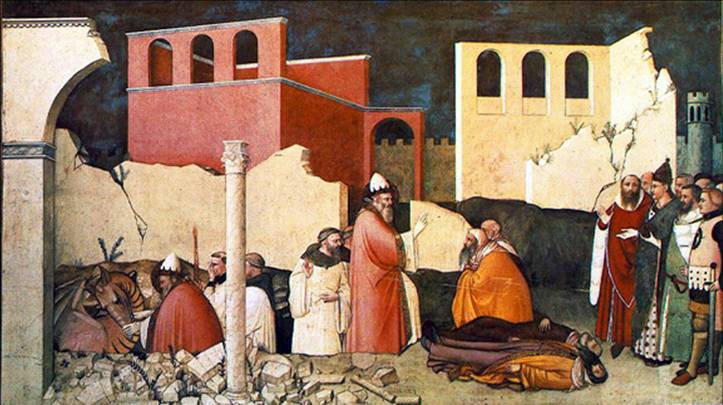
교황 실베스테르 1세가 드래건을 퇴치하고 희생자들을 되살렸다는 전설을 묘사한 그림

《콘스탄티누스의 기증》은 8세기 후반에 날조된 문서로서, 콘스탄티누스 대제의 기독교로의 개종 및 그의 신앙 고백 그리고 그가 교황 실베스테르 1세와 그의 성직자들 및 그의 후임 교황들에게 각종 특권을 부여했다고 기록되어 있다. 이 문서에 따르면, 심지어 실베스테르 1세는 황제의 왕관까지 제안받아았지만 거절했다고 한다.
주세페 피트레가 작성한 시칠리아 지역 우화집에 수록된 이야기(Lu Santu Papa Silvestru)에 따르면, 다음과 같은 이야기가 전해내려 온다. 하루는 콘스탄티누스 왕이 자신이 두 번째 아내를 맞이할 수 있는지 실베스테르 1세에게 자문을 구했다. 실베스테르 1세는 하느님에게 기도하며 물어본 후, 왕의 요청을 거부하였다. 그러나 콘스탄티누스가 포기하지 않고 자신의 요청을 들어줄 것을 강요하자 실베스테르 1세는 이에 굴복하지 않고 달아나 숲에서 은신하였다. 얼마 후 콘스탄티누스는 중병에 걸려 병상에 눕게 되었다. 콘스탄티누스의 병세는 전혀 차도가 보이지 않았을 때 꿈을 꾸었는데, 꿈 속에서 그는 실베스테르에게 사람을 보내라는 계시를 받게 된다. 잠에서 깬 콘스탄티누스는 즉시 실베스테르 1세가 머무는 동굴에 사람들을 보냈다. 실베스테르 1세는 콘스탄티누스가 보낸 사람들을 맞이하여 그들에게 세례를 준 후 몇 가지 기적들을 보여주었다. 이에 사절들은 실베스테르 1세를 데리고 콘스탄티누스에게 갔으며, 콘스탄티누스 역시 실베스테르 1세에게 세례를 받았다. 참고로 이 이야기에 등장하는 콘스탄티누스와 그의 사절들은 이교도가 아니라 유다인들이다.
《황금 전설》 제12장에는 실베스테르 1세가 드래건과 그것을 숭배하는 사악한 신관을 퇴치한 이야기가 기록되어 있다.
이 드래건은 동굴 깊숙한 곳에 살며 사람들 앞에는 좀처럼 모습을 드러내지 않았다. 그러나 드래건이 뿜어내는 맹독성 숨결 때문에 전염병이 돌아 매일 수백 명씩 죽어갔다. 전염병으로 죽는 사람이 너무나도 많았기 때문에, 드래건을 숭배하면 전염병에 걸리지 않는다는 잘못된 가르침을 퍼뜨리며 사람들을 속이는 신관까지 나왔다. 이 지경에 이르자 실베스테르 1세는 가만히 지켜보고 있을 수만은 없어 드래건을 숭배하는 신관들을 데리고 드래건이 사는 동굴 안으로 들어갔다.
동굴 안쪽으로 들어가 드래건의 모습이 보이는 부근에 다다르자 두려움에 떠는 신관들과는 달리 실베스테르 1세는 무릎을 꿇고 기도했다. 그러자 성 베드로가 하늘에서 내려와 실베스테르 1세에게 “드래건의 입을 리본으로 묶고 동굴을 막은 다음 십자가 표시가 있는 인장으로 봉인하라. 그러면 드래건은 심판의 날이 올 때까지 모습을 보이지 않을 것이다.” 하고 전했다. 실베스테르 1세는 그의 말을 따라 드래건의 입을 리본으로 묶고 동굴 입구를 막았다. 이리하여 드래건은 동굴에 갇혔고 돌림병으로 죽는 사람도 없어졌다.
사악한 신관들은 동굴이 막히기 전에 밖으로 뛰쳐나갔지만 동굴 안에서 드래건의 독기를 가득 들이마셨기 때문에 돌림병을 얻어 쓰러졌고, 사람들의 비웃음을 샀다.

## 같이 보기
- 교황
- 교황 목록